# 金正旭
金正旭（韓語：김정욱，1980年4月10日— ），韓國男演員。

## 演出作品

### 電視劇
- 1997年：MBC《我》
- 1999年：KBS《學校1》
- 2000年：SBS《KAIST》
- 2001年：SBS《正好》
- 2005年：SBS《來去海邊》飾演 朴在賢
- 2006年：MBC《在我身邊》飾演 李允燮
- 2006年：MBC《幻想的情侶》飾演 河德久
- 2007年：KBS《無法阻擋的婚姻》
- 2008年：SBS《水瓶座》飾演 金敏佑
- 2008年：MBC《聚光燈》飾演  徐友賢
- 2009年：KBS《全都給你》飾演 車泰民
- 2013年：KBS《IRIS 2》飾演 秀妍的哥哥
- 2014年：MBC《改過遷善》
- 2014年：MBC《媽媽》飾演 徐英鎮
- 2015年：MBC《華麗的誘惑》飾演 金慶民
- 2017年：MBC《王在相愛》飾演 金內官

### 電影
- 2010年：《妖術》

### MV
- 2002年：孫成勳《愛著你》（與崔江姬）
- 2006年：SG Wannabe《我的人》（與金烔完、鄭少英）
- 2006年：SG Wannabe《漫步》（與金烔完、鄭少英）

## 外部連結
- EPG 
- 官方網站 （页面存档备份，存于）